# Salvi Nofrarias i Bellvehí
Salvi Nofrarias i Bellvehí (1945, Solsona - 21 de febrer de 2021) fou un professor i polític català, regidor de l'Ajuntament de Solsona entre els anys 2003 i 2015, com a membre de la formació d'Esquerra Republicana de Catalunya.

## Carrera política
Va ser regidor d'ERC entre el 2003 i el 2015. Després d'un primer mandat a l'oposició, Nofrarias va convertir-se en regidor d'Hisenda, Administració i Esports com a número 2 de l'alcalde Xavier Jounou.
El gener del 2010, arran de la defunció del primer batlle republicà, Salvi Nofrarias va renunciar al càrrec que li corresponia i va cedir-ne el lloc a David Rodríguez, aleshores regidor de Salut, Acció Social i Comunicació. En el seu tercer i darrer mandat, Nofrarias va convertir-se en un puntal del govern municipal com a responsable d'Hisenda, Administració, Urbanisme i Serveis.

## Àmbit associatiu
Després del seu pas per l'Ajuntament, va continuar canalitzant la seva vocació de servei públic com a vicepresident del Consell de la Gent Gran de Solsona. També va ocupar la vicepresidència de Càritas Arxiprestal Solsona-Morunys.